# Heatstrokes
Heatstrokes ist ein Lied der schweizerischen Hard-Rock-Band Krokus.

## Hintergrund
Heatstrokes ist ein Song, der neben Bedside Radio und Tokyo Nights zu den Klassikern des vierten, im Jahre 1980 erschienenen Studioalbums Metal Rendez-Vous von Krokus zu zählen ist. Geschrieben wurde die Komposition, die zugleich der Opener des Albums ist, vom Songwriter-Duo Fernando von Arb und Chris von Rohr. Sowohl in Großbritannien, wo der Titel in den britischen Metal-Charts sowie in der Hitliste der Zeitschrift Sounds Platz 1 erreichte, als auch in Amerika, wo er nicht zuletzt aufgrund einer während des Veröffentlichungszeitpunkts anhaltenden Hitzewelle populär wurde, war „Heatstrokes“ der erste große Hit der Band. Für eine weitere Erhöhung des Bekanntheitsgrades sorgte ein in London extra für die Fernsehshow Rock Biz Pix aufgenommener Videoclip.

## Veröffentlichung als Single
Nach den beiden Vorabsingles Bedside Radio und Tokyo Nights, die beide bereits 1979 erschienen, wurde Heatstrokes erst nach dem Studioalbum Metal Rendez-Vous im Jahre 1980 veröffentlicht und war somit die dritte Singleauskopplung des Albums, sowie die fünfte Single der Band überhaupt. Abgesehen von Platz 1 in den britischen Metal-Charts konnte sich der Song in keiner weiteren Hitparade platzieren. Ebenso wie „Bedside Radio“ und „Tokyo Nights“ wurde die Single in mehreren verschiedenen Editionen und drei verschiedenen Coverartworks veröffentlicht. Als B-Seiten wurden erneut nur Songs verwendet, die ebenfalls von Metal Rendez-Vous stammen. Dabei weisen alle britischen Versionen der Single, also sowohl die reguläre als auch die limitierte, mit einem Aufnäher ergänzte 7″-Single sowie die 12″-Single die B-Seite „Shy Kid“ auf, die schon auf der „Tokyo Nights“-Single als solche zu finden war. Die japanische 12″-Single hingegen enthält drei zusätzliche Songs: Während „Tokyo Nights“ als zweite A-Seite enthalten ist, setzt sich die B-Seite aus Liveaufnahmen von „Bedside Radio“ und „Shy Kid“, die beim Besuch des niederländischen Radiosenders Radio Vara in Hilversum mitgeschnitten wurden, zusammen. Diese erschienen allerdings ebenfalls bereits zuvor auf den britischen Varianten der „Tokyo Nights“-Single. Eine Besonderheit stellt die amerikanische Promosingle dar, die einerseits eine auf 2:26 verkürzte Version des Songs enthält, welche sowohl in einer Mono- als auch in einer Stereo-Fassung angeboten wird, und darüber hinaus aufgrund der vertauschten bzw. falsch aufgeklebten Etiketten – das Stereo-Label klebt auf der Monoseite und umgekehrt – eine Fehlpressung darstellt.

## Titelliste
Reguläre und limitierte britische 7″-Single, britische 12″-Single
1. Heatstrokes (4:00) (Fernando von Arb/Chris von Rohr)
2. Shy Kid (2:30) (von Arb/von Rohr/Jürg Naegeli)

Japanische 12″-Single
1. Heatstrokes (4:00) (von Arb/von Rohr)
2. Tokyo Nights (5:51) (von Arb/von Rohr/Naegeli)
3. Bedside Radio (Live) (3:02) (von Arb/von Rohr/Naegeli)
4. Shy Kid (Live) (2:41) (von Arb/von Rohr/Naegeli)

Amerikanische 7″-Promosingle (Fehlpressung)
1. Heatstrokes (Stereo-Version) (2:26) (von Arb/von Rohr)
2. Heatstrokes (Mono-Version) (2:26) (von Arb/von Rohr)

## Besetzung
- Gesang: Marc Storace
- Leadgitarre: Tommy Kiefer
- Rhythmusgitarre: Fernando von Arb
- Bass: Chris von Rohr
- Schlagzeug: Freddy Steady